# 장교단가
대한민국 장교단가는 작사, 작곡 모두 미상이다. 종류로는 각 군별 사관학교, 3사관 학교, 부사관학교(하사관학교), 군사학교, 통신학교, 보병학교, 군수학교, 후보생가 같은 각 학교들의 교가와 정식 군가가 아닌 사가들이 존재한다.

## 가사
```
우리는 젊은 사관 피끓는 장교단
```

```
저 하늘 푸른 창공을 날으는 솔개
```

```
세워라 화랑도 길이 빛나는 전통을
```

```
굳게 걸어 새나라 건설에 용진하자 용진해
```

## 같이 보기
- 대한민국 육군
- 대한민국 공군
- 대한민국 해군
- 장교군가
- 나를 따르라 (학군단가)